# Джарылгач (балка)
Джарылгач (укр. Джарилгач, крымскотат. Carılğaç, Джарылгъач) — маловодная (сток может наблюдаться во время весенних паводков и летне-осенних ливней) балка эрозионного происхождения в Черноморском районе Крыма. Длина водотока — 20,0 км, площадь водосборного бассейна — 184 км².
Балка начинается в районе села Задорное, пролегает по Тарханкутской возвышенности общим направлением на запад. У Джарылгача 27 безымянных притоков длиной менее 5 километров и один значительный — балка Кировская длиной 24,0 км с площадью водосборного бассейна 106 км², без собственных притоков, впадающая слева в 0,5 км от устья.
Впадает в восточную часть озера Джарылгач у села Водопойное на отметке — 0,4 м от уровня моря. Водоохранная зона балки установлена в 100 м.
Балка получила название по озеру, в которое впадает и в переводе с крымскотатарского языка означает расколовшийся, треснувший.